# The Adventures of Rocky and Bullwinkle and Friends
The Adventures of Rocky and Bullwinkle and Friends — компьютерная игра, выпущенная THQ и Absolute Entertainment для платформ Game Boy (1992), NES (1992), SNES (1993) и Sega Mega Drive (Genesis) (1994). Она является адаптацией мультсериала Шоу Рокки и Буллвинкля.

## Сюжет

### Версия для NES
Буллвинкль узнаёт о том, что он унаследовал крупную сумму денег, но для её получения надо прибыть в Отвратительный особняк. Вместе с Рокки он предпринимает опасное путешествие, которому пытаются помешать обычные враги парочки: Борис Баденов и Наташа Фатале, а также бандиты, змеи, призраки и прочие противники.

### Версия для Game Boy, Genesis и SNES
Борис Баденов и Наташа Фатале украли ценные артефакты из музея Рокки и Буллвинкля в Фростбайт Фоллс: Пикаюнский горшок, Кервудский дерби и рубиновую яхту Омара Хайяма. Главные герои должны их найти и вернуть на место.

## Игровой процесс
Все версии игры представляют собой платформер с вертикальной и горизонтальной прокруткой, в котором можно управлять одним из двух заглавных персонажей: Рокки или Буллвинклем.

### Версия для NES
В игре пять уровней. Герои должны пройти через лес, равнины, выполненные в стилистике вестерна, а также посетить трюм парохода. В этой версии в любой момент можно переключиться на другого персонажа, своевременная смена персонажей является важным элементом игрового процесса. Рокки может летать, что позволяет ему избежать опасности. Буллвинкль может забодать противника рогами. По уровням разбросаны собираемые бомбы и зелья восстановления здоровья, которые персонажи могут использовать, соответственно, для уничтожения противников и лечения. У персонажей имеется полоска здоровья и четыре жизни, которые можно пополнять в процессе игры. Возможность продолжить игру после того, как закончатся все жизни, отсутствует.
В этой версии присутствуют достаточно странные игровые механики и недоработки. Так, использование специальной способности персонажа (атака рогами или полёт) расходует полоску здоровья, Рокки не может подниматься или спускаться по лестницам, а Буллвинкль с них время от времени падает.

### Версия для Genesis и SNES
Основная игра включает семь уровней: пик Уайнчатака в Грималайских горах, пещеры, шахта по добыче апсидазиума, внутренности механического кита Мэйби Дика, затопленный пиратский корабль, поттсильванский город и замок Черепа. В конце некоторых уровней встречаются «боссы», такие как лунные пришельцы Гидни и Клойд. Оба игровых персонажа могут кидать предметы (ягоды или жёлуди) в противников и прыгать. Рокки может бить врагов хвостом, а Булвинкль бодать рогами. У персонажей три жизни и пять очков здоровья, которые можно пополнять, собирая предметы на уровне. Если жизни заканчиваются, игру можно три раза продолжить с того же уровня.
Данная версия, помимо основной, содержит две мини-игры, в которых главные роли играют побочные персонажи мультсериала. В первой из них мистер Пибоди и Шерман сражаются с огнедышащим драконом, пытаясь залепить его рот жвачкой, а во второй Дадли Справедливый скачет по рельсам перед движущимся поездом, избегая препятствий, чтобы успеть спасти свою подружку. Успешное завершение мини-игры добавляет одну жизнь в основной игре.

### Версия для Game Boy
В этой версии всего три уровня, разделённых на секции. В первом уровне (Фростбайт Фоллс) игрок управляет Буллвинклем, во втором, действие которого происходит на Луне, игровым персонажем становится Рокки, а в третьем (Отвратительный особняк), снова Буллвинкль. Рокки может бить врагов хвостом, а Буллвинкль бодать рогами. У персонажей имеется три жизни и три очка здоровья, которые можно пополнять в процессе игры. Если жизни заканчиваются, продолжить игру можно с начала первой секции уровня.
В этой версии есть две дополнительные мини-игры: карточная с гадалкой, в которой можно получить временную неуязвимость, и футбольная, в которой Буллвинкль должен поймать Рокки, уворачиваясь от игроков команды противника или сбивая их с ног.

## Восприятие
| Иноязычные издания                        | Иноязычные издания | Иноязычные издания | Иноязычные издания | Иноязычные издания |
| Издание                                   | Оценка             | Оценка             | Оценка             | Оценка             |
| Издание                                   | Game Boy           | Mega Drive         | NES                | SNES               |
| ----------------------------------------- | ------------------ | ------------------ | ------------------ | ------------------ |
| EGM                                       |                    | 4/10               |                    |                    |
| GamePro                                   |                    | 12/20              | 11/20              |                    |
| Nintendo Power                            | 12/20              |                    | 9,5/20             | 10,6/20            |
| Video Games (DE)                          | 29 %               |                    |                    |                    |
| Electronic Games                          |                    | 80 %               |                    |                    |
| Super Control                             |                    |                    |                    | 57 %               |
| Consoles +                                |                    |                    |                    | 75 %               |
| Hyper                                     |                    |                    |                    | 51/100             |
| Total!                                    | 39 %               |                    |                    |                    |
| VideoGames - The Ultimate Gaming Magazine |                    | 6/10               |                    |                    |

### NES
Обозреватель GamePro отметил ограниченность визуальной составляющей 8-битной версии. По его мнению, хотя в определённой степени графика способна вызвать ностальгию и в небольшой степени соответствует простому стилю рисовки мультфильма, всё же она оставляет желать лучшего. Также он негативно оценил недостаточно разнообразное музыкальное оформление, состоящее из повторяющейся заставки мультфильма, и неотзывчивое управление. Игровой процесс он охарактеризовал как «медленный и равномерный», а сложность как достаточную для игроков со средними навыками. В целом игра была рекомендована к покупке лишь фанатам мультсериала. В Nintendo Power также указали, что «странное» управление мешает получать удовольствие, однако «мультяшную» графику сочли вполне подходящей для такой игры.

### SNES
В Nintendo Power отметили соответствие мультфильму графического и звукового оформления, бонусные уровни с отличающимся от основной игры оформлением и игровым процессом, возможность продолжить игру с последнего уровня, до которого дошёл игрок и привлекательную цену. В числе негативных моментов было названо управление, ограниченные возможности атаки Буллвинкля, неточное обнаружение столкновений с узкими платформами и отсутствие характерного для мультфильма юмора.
Обозреватели французского журнала Consoles+ назвали игру «приятным, но незатейливым платформером». Они отметили высокую сложность игры, красоту и детализацию графики, похожей на мультфильм. Музыку они назвали непримечательной, но соответствующей персонажам и декорациям. Несмотря на достаточно высокую оценку игры (75 %), они рекомендовали обратить внимание на более интересные представители того же жанра.
Автор рецензии в Hyper, признавшись в своей любви к исходному мультфильму, назвал игру «плохой, настолько что это граничит с мусором». Он назвал крайне неудачной попытку аниматоров воссоздать графический стиль мультфильма, отметив некачественно отрисованные спрайты и цветастые, но лишённые детализации фоны. Игровой процесс он назвал простым и не вызывающим интереса, отметив лишь отзывчивое управление.

### Sega
Версию игры для приставки Sega обозреватель Electronic Gaming Monthly счёл недалеко ушедшей от версии для 8-битной NES. Он положительно оценил разнообразие уровней игры, но отрицательно отозвался об управлении и счёл игру поспешно выпущенной. В обзорах Electronic Games и VideoGames была отмечена высокая сложность игры.
В GamePro про игру написали, что она «точно не станет классикой», в отличие от оригинального мультфильма. Обозреватель назвал игровой процесс простым и монотонным, в качестве недостатков отметив предсказуемое поведение врагов, минималистичную графику, недалеко ушедшую от версии для NES, а также повторяющуюся музыку и небольшое количество звуковых эффектов. Фанатам шоу он предложил взять игру напрокат, а остальным вместо этого посмотреть мультфильм.
В Super Control отметили странный выбор основы для игры — в начале 1990-х мультфильмы про Рокки и Буллвинкля, по мнению обозревателей, уже значительно устарели и не были привлекательны для основной аудитории видеоигр. Саму игру они назвали посредственной, негативно отозвавшись практически обо всех элементах игры: графику они назвали зернистой, анимацию дёрганой, музыку — «такой же цветастой и претенциозной, как пасхальный парад, и даже более тошнотворной, чем прослушивание папиной коллекции записей Джеймса Ласта». Линейные уровни они назвали вызывающими постоянную фрустрацию из-за проблем с обнаружением столкновений. Кроме того, уровни были названы слишком длинными и наполненными фонами и сценами, копирующими друг друга, а встречающиеся в их конце «боссы» не слишком отличающимися от обычных противников. Высокая сложность игры была расценена как недостаток, поскольку вызывала, по мнению обозревателей, не погружение в игровой процесс, а гнев, побуждающий забросить игру. Единственное, что они оценили более-менее положительно — мини-игры, которые были названы «вполне себе приятным нонсенсом».

### Game Boy
Обозреватели Nintendo Power дали игре средние оценки, сочтя её рядовым платформером, не вносящим ничего нового в основы жанра. В качестве достоинств они отметили достойную графику, весёлых персонажей и сюжет, однако отметили слабое управление, требующее от игрока точных действий, особенно при использовании атаки Буллвинкля, бодающего рогами.
В журнале Video Games игра получила негативную оценку из-за высокой сложности и плохой графики. Также негативно оценил игру обозреватель Total! Он назвал игровой процесс неоригинальным и утомительным из-за неповоротливости персонажей, которые практически не могут увернуться от вражеских снарядов. Графика была сочтена недостаточно детализированной, музыка — состоящей из коротких повторяющихся мелодий, а в целом игру как недостаточно продолжительную и имеющую завышенную сложность.